# 沈善增
沈善增（1950年—2018年3月27日），中国上海作家。

## 生平
生于浙江鄞县，1973年曾在上海第十六制药厂工作，間中曾借調至上海文藝出版社擔任編輯和從事小說創作。1984年通过自学考试，从华东师范大学中文系毕业。1989年獲聘为专业作家，一級作家。中国作家协会会员，上海市作家协会理事。1970年起發表作品，晚年轉投入老莊研究。1980年代時擔任上海作協「青創會」講習班老師時期，培養了一批上海文壇的作家。

## 作品
- 长篇小说《正常人》
- 中短篇小说集《心理门诊与魔鬼》
- 纪实文学《我的气功记实》
- 学术著作《还吾庄子》